# 秋葵浓汤
秋葵浓汤（英語：Gumbo）是一道源于美國路易斯安那州南部的菜式，是由路易斯安那州克里奥尔人在18世纪时期发明的。它主要是由鲜味高汤、秋葵、肉类或是贝类、增稠剂和风干的蔬菜制成；风干的蔬菜可包含芹菜、灯笼椒和洋葱。秋葵浓汤也常被归类于使用增稠剂的菜肴，增稠剂有非洲植物秋葵、乔克托族的费里粉（北美檫树叶子磨成的乾粉），或是奶油炒麵糊。而法国底料是使用面粉和油脂制作增稠剂。而这个菜肴的英文名字似乎源自班图语中的词汇“秋葵”（ki ngombo）或是乔克托族的单词“费里”（kombo）。
秋葵浓汤有几个不同的版本。新奥尔良的克里奥尔秋葵浓汤往往各具特色，不过它仍然保存了秋葵浓汤最初的非洲本土风味。而在凯恩河流域居住的克里奥尔人则在烹饪汤饭时，更多地注重于对费里粉的使用。在底料准备好之后，蔬菜也已经煮熟，然后加肉类。在菜汤开始沸腾，最后加入贝类和调味料。秋葵浓汤在传统意义上总是与米饭搭配。
这道菜融合了多个文化的配料与烹饪方法，包括西非、法国、西班牙、德国和乔克托族。秋葵浓汤可能是基于传统西非菜、土菜。对它最早的记载是在1802年，并且在19世纪后半叶，它已经被众多的烹饪书籍收入。20世纪70年代，为了向路易斯安那州议员艾伦·艾兰达致敬，美国参议院的自助餐厅将秋葵浓汤列入菜谱，自此这道菜更加广为人知。而在20世纪80年代，随着路易斯安那厨师（如贾斯汀·威尔逊）的知名度地升温，也激起了人们对秋葵汤饭的进一步认识。如今，秋葵浓汤已是路易斯安那州的官方本土菜肴。

## 语源

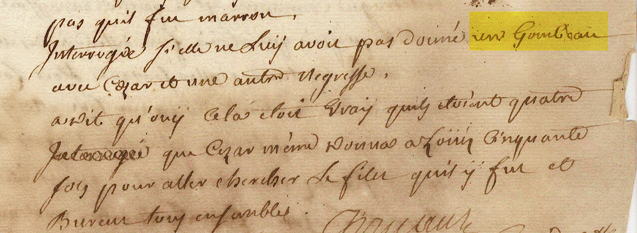
秋葵浓汤的英文"gumbo"的最早记载在1764年的夏天，是在新奥尔良对一个奴隶的审问记录中发现的。

学者和厨师们对的词源提出了不同的解释。这道菜似乎是以制作它的两样主材料：秋葵（okra）和北美檫树叶磨成的粉末（filé）来命名的。在班图语，秋葵叫作（也有按法語拼音法拼作）。这个词与姆班杜语中的和奇卢伯语中的“chinggômbô”有着相似的含义。而在乔克托族的本土语言中就被称作。

## 种类
秋葵浓汤是一道味道浓重的调味汤菜，其中包含了多种肉类或是海味并配有调味汁或浓汁。不论是各种肉类的组合或是海味的组合都可以加到汤中去，但是肉和海鲜不能混合在一起，不过传统的新奥尔良版的秋葵浓汤却是个例外，这个版本是以将海鲜和香肠混合在一起为特色的。以肉类为主的秋葵浓汤可以混合鸡肉、鸭肉、松鼠肉、兔肉或者是短吻鳄的肉。而以海鲜为主的秋葵浓汤则主要包含了虾，蟹（可以是整只或只有肉），有时候还有加入一些牡蛎，香肠和火腿常常成为例外也被加入海鲜锅中，不过牛肉和猪肉却几乎不会与海鲜搭配。许多秋葵浓汤还会佐以洋葱，香菜，灯笼椒和芹菜。今天，许多人较为熟知的秋葵汤有：海鲜秋葵汤，鸡肉秋葵汤和香肠秋葵汤。

### 增稠剂

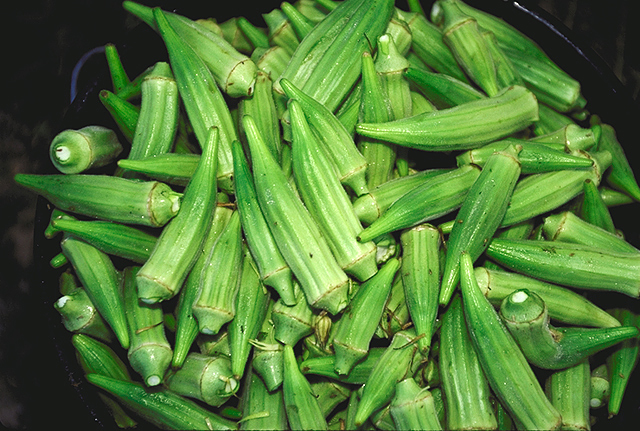
秋葵莢

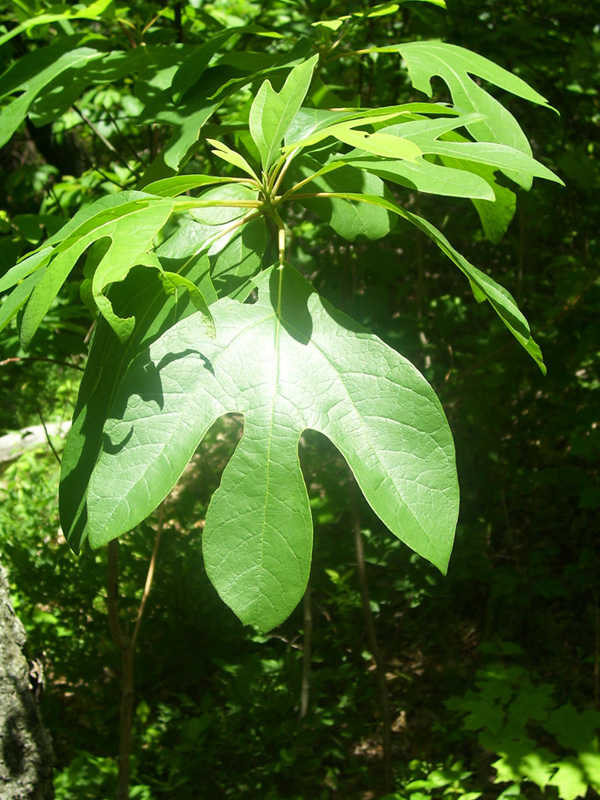
北美檫樹的叶子，费里粉的原料

秋葵浓汤的调味汁或浓汁主要使用三种增稠剂：秋葵，费里粉和奶油炒面糊。传统上秋葵和费里粉不在同一道菜中出现，但很多时候也不常遵守。不过油面酱既可以单独使用，也可以与其它两者任一混用。
当秋葵浓汤的主料是海鲜时，通常使用秋葵做增稠剂；主料是肉类时则较少用。一般先烹饪秋葵，当秋葵达到需要的粘稠度时再加入其他食材。
檫樹叶子磨成的粉（费里粉）主要用在浓汁中。当其他食材都烹饪完毕出锅后在加入浓汁。若在烹饪途中加热，则会使秋葵浓汤变得太过粘稠。如果在出锅前加入的话，也会让秋葵浓汤不够细腻。
油面酱已经变成了最常用的增稠剂，是将脂肪和面粉烹饪在一起制成的。脂肪最早使用的是猪油，在20世纪中叶开始使用黄油。因为油面酱加入的时间越长，汤的颜色就越深并且不够浓稠，所以烹饪时间的长短决定了风味和口感。

### 素秋葵浓汤
因为天主教在大斋节期间避免食用肉类，所以出现了一种不含肉的秋葵浓汤，这类秋葵浓汤被称为“gumbo des herbes” 字面上的意思就是只包含植物的秋葵浓汤（「gumbo of the herbs」，缩写为“gumbo z'herbes”，素秋葵汤）。素秋葵汤包含了大量的绿叶蔬菜——尤其是芜菁，芥菜和菠菜。绿叶蔬菜被煮至软烂，过筛，然后得到了浓稠的绿菜汤。准备素秋葵汤很费时，而且斋戒期间严格限制放松的时间，这道菜也就不那么普及了。所以餐馆也很少供应这道菜。现在，素秋葵汤中偶尔会包含火腿或是蟹肉。
素秋葵汤可能源自于法国、德国或是西非。它与法国菜“potage aux herbes” （蔬菜汤）有着相似之处。同时也与非洲菜“Callaloo”有些许相似。素秋葵汤同时也与德国人在濯足节吃的一道菜有着惊人的共同点。这道菜是德国天主教徒遵循斋戒的规定而蒸煮的包含了7种不同绿叶蔬菜的浓汤。

## 历史

### 背景

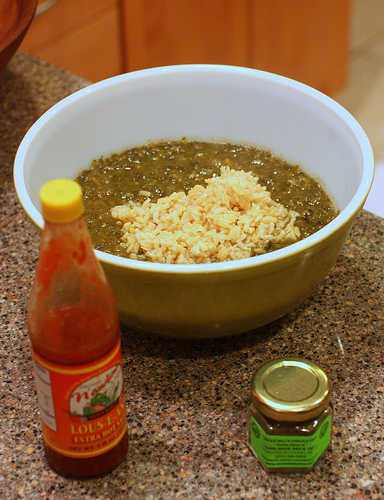
素秋葵浓汤配费里粉和辣酱

秋葵浓汤的英文「Gumbo」在路易斯安那州南部常用做為多文化混合的比喻词。这道菜结合了法国、西班牙、意大利、德国以及多个土著部落的烹饪技巧。在十八、十九世纪时，来自这些国家的人们一起居住在很小的范围内，而且流动性不大，这就为文化之间的影响交流并融合创造出新的菜肴而制造了环境。
1718年，新奥尔良的成立标志着法国开始在路易斯安那殖民。法国的移民与许多土著部落同盟，包括乔克托族人，阿拉巴马人，和切罗基人，正是从这些人身上学会了新的烹饪方法和辨别可以使用的当地植物。
运送奴隶的船只在1719年开始陆续到达路易斯安那。第一批到达的船只携带了粮食和会耕作粮食的人，这些谷物很好地适应了新的环境，在短短几年内，密西西比河畔便种满了粮食。
1721年，125名德国人在距离新奥尔良州40英里（64）的地方定居了下来，并且引进了制作香肠的手艺。到1746年，路易斯安那约有白人3200人，黑人约4730人。在路易斯安那绝大多数地方，奴隶人口数量超过白人人口数量的情况持续了至少40年。
殖民地的统治宗主國于1762年由法国变为西班牙。西班牙政府积极的为西属路易斯安那招募殖民者。大约有2000人从加那利群岛搬到了新奥尔良南部。这些移民者一开始都是渔民，所以很快他们便开始向新奥尔良的食品市场供应虾，蟹，和牡蛎。加那利岛人同时也带来了对“调味食物” 的热爱，包括研磨的番椒粉——一种辛辣的红辣椒。西班牙政权也允许大量说法语的阿卡迪亚流亡者从北美洲转移到路易斯安那安居。从1755年到1795年，大约有3000名这样的移民者搬到了新奥尔良的南边和西边。1800年，路易斯安那州的统治权秘密地回到了法国手中，并在1803年被美国买了下来。路易斯安那领土的最南边，包括新奥尔良，在1812年成为了路易斯安那州。
新的工人带来了新的食物，其中就有非洲植物秋葵，和可能是从海地来的辣椒。至于洋葱和灯笼椒，它们在西班牙和非洲的烹饪传统中已经有很长的历史。而番茄在这一地区的引进则是受到了19世纪法国厨师的影响，不过，在克里奥尔人传统的秋葵浓汤中，番茄并不常用。

### 源于克里奥尔
学者们都赞同秋葵浓汤在18世纪时起源于路易斯安那的克里奥尔人。
根据一种说法，秋葵浓汤是非洲传统烹饪的重新释义。西非人将秋葵用做包括汤在内的许多菜肴的主料，通常将其与肉类和虾进行搭配，佐以盐和辣椒。在路易斯安那，因为多元文化的影响，改版的秋葵浓汤中加入了其他佐料。现存的记录表示在1764年，新奥尔良的非洲奴隶们将秋葵与米饭一起烹饪。
秋葵浓汤也可能是传统法国汤菜的衍生物，尤其是马赛鱼汤。
在20世纪早期，包括塞萊斯汀·尤斯提斯（Celestine Eustis）的一些烹饪专家，认为秋葵浓汤是当地土著部落在早期的一些特殊场合中做的菜肴。这曾在18世纪晚期的克里奥人实践中有过暗示。在那个时期，大米对于很多克里奥人是奢侈品。将秋葵浓汤浇到粗玉米粉上食用是在原始部落的食物中很常见的搭配。而谷物和费里粉的运用源于传统的菜肴。
这些理论都被融合在当地的煎锅起义传说（另称衬裙暴动）里。根据传说，在1722年，法国的女性殖民者聚集在新奥尔良总督比安维尔家门口，抗议在这里没有她们熟悉的调味品。比安维尔的管家朗格卢瓦女士，便教会了主妇们如何改良基础的秋葵浓汤。朗格卢瓦使用了秋葵这种之前她们的奴隶们已经向她们介绍过的植物。她也向主妇们介绍了乔克托族的常用烹饪材料：大米，虾，小龙虾和费里粉。

### 发展
秋葵浓汤的书面记载最早出现在19世纪。1802年，约翰·西布利描述道：“被他们称作‘Gumbo’的菜品主要是由秋葵做成一种浓汤，并与米饭一起食用。这道菜每个人都会在正餐、晚餐时吃。”1803年，法国统治者皮埃尔·克莱门特·德罗萨举办了一场晚宴，这场晚宴准备了24种不同的秋葵浓汤。作家辛西娅·勒琼·诺布尔斯认为，“这两件事情为秋葵浓汤在西班牙殖民地的流行提供了线索，并且也阐明了秋葵浓汤既可以做的简陋，也可以做的高雅。”
一本1824年出版的，由玛丽·兰多夫（Mary Randolph）所著的《弗吉尼亚州的主妇》是第一本收录秋葵浓汤菜谱的烹饪书，在书中这道菜被称为“秋葵浓汤 –西印度菜” 。菜谱简单的介绍了如何煮秋葵，却和被大家熟知的秋葵浓汤大相径庭。同样也是这本书，里面有另一道叫做“秋葵汤”的炖菜，这道炖菜是由秋葵，洋葱，禽肉，培根，番茄，利马豆制成，并用面粉增稠。虽然这道菜与现在得秋葵浓汤有着相似之处，它却更像加勒比海的菜肴callaloo。
与现在的秋葵浓汤饭更为相近的菜谱在1879年被马里昂·卡贝尔·泰里（Marion Cabell Tyree）写进了她的书《老弗吉尼亚州的家务》中，这本书称之为“克里奥尔的秋葵浓汤”，这是一道以费里粉为增稠剂的秋葵浓汤，其中炖有鸡肉、牡蛎，并以多香果、丁香、红椒/黑胡椒、欧芹和百里香调味。由前奴隶艾比费希尔口述并在1881年出版的《费希尔太太所知道的老式南方烹饪》中记录了3个秋葵浓汤饭的菜谱：“牡蛎秋葵浓汤”是以费里粉为基础，而“秋葵浓汤”和“鸡肉秋葵浓汤”是以秋葵为基础。四年之后，烹饪书《克里奥尔的厨房》记载了8种不同的秋葵浓汤，其中没有一种使用香肠，但是绝大多数都使用了火腿。
直到20世纪70年代，秋葵浓汤饭在美国墨西哥湾沿岸地区流行起来，在美国参议院议员艾伦·艾兰达去世后，它则更加的广为人知。据一位路易斯安那州泰勒博恩堂区的本地人说，艾兰达常常给他的同事们做秋葵浓汤饭，其中包括5位美国总统。在1972年他去世之后，参议院让参议院餐厅将路易斯安那州秋葵浓汤（以海鲜为主）增加至它的菜单中以缅怀艾伦·艾兰达。在20世纪80年代，厨师保罗·普吕多姆的出名激发了大众对卡津菜烹饪的兴趣，这道菜也就变的更流行了。

## 准备与招待
秋葵浓汤通常需要炖上一整天。肉类（非海鲜）通常是事先腌好上色，并在浓汤不再加热时放入。民俗学者約翰·路登评论到：烹饪中腌制上色的重要性并不是只在秋葵浓汤中体现，它得风味还体现在路易斯安那其他种类的食物中。秋葵和乳酪面粉糊会在蔬菜和海鲜之前做好，秋葵会在达到理想的粘稠度时从锅中移出，而乳酪面粉糊会继续留在锅中，加入调味的蔬菜。当蔬菜都软烂时（更通俗的说“煮熟了”），将肉类和秋葵伴着高汤一起加入锅中，然后不加盖地一直煮到肉类变得柔嫩。之后加入调味品调味，包括红胡椒、黑胡椒、白胡椒、月桂叶、百里香、辣酱和盐。据辛西娅·諾布爾斯所述，「秋葵浓汤的调味是很重要的，路易斯安那恰如其分的佐味则被称为艺术。」因为海鲜很快就能被煮熟，它们会在最后浓汤快做好的时候再加入。当浓汤做好后，有时会撒一些葱和香菜，所有工序完成后，再加入费里粉。
克里奥的秋葵浓汤与米饭搭配，这样就能让更多的人吃到这道菜。素秋葵浓汤也与米饭搭配，并且配在一旁。通常情况下，秋葵浓汤会直接从还在炉子上锅中盛出，不過在一些比较富裕，或是讲究的家庭里，他们会把浓汤装在圆盖碗里端上桌。一般秋葵浓汤和面包会是一顿主餐中的唯一菜肴，不过很多阿加底亚家庭会加一道土豆沙拉作为辅菜。秋葵浓汤偶尔也会出现在更大的饭局上。莱昂·索尼厄特列举出了克里奥秋葵浓汤的主要种类，并描述了一些与浓汤有关的家庭传统。

## 社会层面
在《卡津食之道》（Cajun Foodways）一书中，佩奇·古铁雷斯将克里奥尔秋葵浓汤形容成一道“经济菜”，“以少量的肉类或是海鲜就能喂饱大量的人。”諾布爾斯也赞同“克里奥秋葵浓汤的一个重要意义在于有一口足够大的锅，这样就可以容易的将锅里的食材翻倍，这样就能更容易的喂饱很多人。”凭借这道菜，厨师可以用完不同种类少量的食材，而这点食材又明显是无法满足一个人得食量的。这道菜也让一些容易腐坏的肉类、海鲜类的剩菜有了一个有效的处理方式。
19世纪以来，秋葵浓汤饭经常出现在路易斯安那州的一些社交聚会或是一些特殊节日的餐桌上。地方上的去睡觉派对（一种舞会）常常会在午夜开始时提供秋葵浓汤。许多家庭会举办“秋葵浓汤主题聚会”，或是一个休闲聚会，让亲朋好友们相聚在一起聊天，喝酒，品尝秋葵浓汤。
在以前被称之为克里奥教区的路易斯安那州南部阿卡迪那乡村，秋葵浓汤在忏悔星期二的庆典上是主要特色。在庆典期间有一个被称作“肥胖星期二狂欢节”的活动，在这个活动中一个当地的男人会挨家挨户的乞讨制作秋葵浓汤的食材。在这个男人获得所有制作浓汤的食材后，当地社区的人们就会聚集在本地的一个中心地区，这个男人便会在这里制作秋葵浓汤。当浓汤做好后，大家就会吃浓汤、跳舞一直到午夜大斋期开始的时刻。
秋葵浓汤饭是路易斯安那州的官方菜肴。在南路易斯安那州有许多围绕秋葵浓汤的厨艺竞赛，而且这还是许多当地节日的主要特征。国际冠军秋葵浓汤大比拼每年在路易斯安那州的新伊比利亚举行。而自诩为“秋葵浓汤之都”的路易斯安那州桥市则举办一年一度的秋葵浓汤节。具有节日特色的秋葵浓汤会在一个有5英尺（1.5米）直径、3英尺（0.9米）高的铸铁罐子里进行烹饪。不过通常情况下，节日规格的秋葵浓汤锅的直径和高度都是2英尺（0.6米）。

### 引用
1. ↑  . Oxford University Press. 2014-09.
2. 1 2 3 4 5  Nobles (2009), p. 98.
3. 1 2  Usner (2000), p. 46.
4. ↑  Babcock-Gove (1986), p. 1011.
5. 1 2 3 4  Gutierrez (1992), p. 54.
6. 1 2 3 4 5 6 7 8  Gutierrez (1992), p. 56.
7. ↑  cobette/NOLA Dec. 2013
8. ↑  Cincinnati Magazine （页面存档备份，存于）. June 1986.
9. ↑  Dry, "A Short History of Gumbo"
10. ↑  Nobles (2009), p. 107.
11. 1 2  Nobles (2009), p. 111.
12. ↑  Gutierrez (1992), pp. 55–56.
13. 1 2 3 4 5 6 7  Gutierrez (1992), p. 57.
14. 1 2  Davidson and Jain (2006), p. 126.
15. 1 2  Nobles (2009), p. 113.
16. 1 2  Nobles (2009), p. 110.
17. 1 2  Nobles (2009), p. 109.
18. ↑  Brasseaux (1987), p. 134.
19. ↑  Hall (1992), p. 159.
20. ↑  Hall (1992), p. 14.
21. ↑  Hall (1992), p. 10.
22. 1 2 3 4  Nobles (2009), p. 100.
23. ↑  Nobles (2009), p. 101.
24. ↑  Hall (1992), p. 9.
25. ↑  Hall (1992), p. 278.
26. ↑  Hall (1992), p. 266.
27. ↑  Hall (1992), p. 277.
28. 1 2 3  Nobles (2009), p. 104.
29. 1 2 3  Nobles (2009), p. 102.
30. 1 2  Brasseaux (1987), p. 135.
31. 1 2  Nobles (2009), p. 103.
32. 1 2 3 4  Nobles (2009), p. 105.
33. 1 2 3  Nobles (2009), p. 99.
34. ↑  quoted in Nobles (2009), p. 104.
35. 1 2 3 4  Nobles (2009), p. 106.
36. ↑  Nobles (2009), p. 114.
37. ↑  Laudun, Interview.
38. ↑  Broussard-Marin and Hynak-Hankinson (1987).
39. ↑  Nobles (2009), p. 112.
40. ↑  Soniat(1980), p. 13.
41. 1 2 3  Bienvenue et al. (2005), p. 135.
42. 1 2  Gutierrez (1992), p. 114.
43. ↑  Theriot (2009), p. 34.